# Двоє на голій землі
«Двоє на голій землі» (рос. «Двое на голой земле») — російський радянський фільм 1989 року режисера Леоніда Белозоровича.

## Сюжет
Кинувши багато років тому сім'ю, батько зустрічає дорослого сина…

## У ролях
- Валерій Порошин — Олексій Григорович Ладов, батько
- Борис Шувалов — Вітька, син
- Нурія Ірсаєва — Ірина, мати
- Наталія Хорохоріна —  господиня будинку
- Сергій Барабанщиков — Семен, племінник Ірини
- Зоя Буряк — Люба, подруга Вітьки
- Світлана Харитонова — тітка Соня

## Знімальна група
- Автори сценарію: Леонід Белозорович,  Володимир Карпов
- Режисер: Леонід Белозорович
- Оператор: Микола Пучков
- Художник: Віктор Сафронов
- Композитор: Олександр Кобляков